# Kenji Mizoguchi
Kenji Mizoguchi (jap. 溝口 健二 Mizoguchi Kenji; ur. 16 maja 1898 w Tokio, zm. 24 sierpnia 1956 w Kioto) – japoński reżyser i scenarzysta filmowy. Zdobywca Srebrnego Lwa na 15. MFF w Wenecji za  film Zarządca Sanshō (1954).

## Życiorys

### Dzieciństwo i edukacja
Kenji Mizoguchi urodził się w Tokio, jako jedno z trojga dzieci stolarza. Rodzina należała do klasy średniej, do czasu, gdy ojciec próbował podczas wojny rosyjsko-japońskiej handlu płaszczami przeciwdeszczowymi dla żołnierzy. Wojna skończyła się zanim zdążyły zwrócić się poniesione koszty i sytuacja finansowa rodziny pogorszyła się znacznie. Starsza siostra Kenjiego została oddana do adopcji, a rodzice z Kenjim i bratem przenieśli się z dzielnicy Hongo do Asakusa. Rodzina, która adoptowała siostrę Kenjiego, ostatecznie oddała ją do kształcenia na gejszę.
W wieku 13 lat Kenji skończył szkołę podstawową i zaczął pracować, a następnie w 1914 rozpoczął naukę w tokijskim Aohashi Western Painting Research Institute. Jego pierwszą pracą było projektowanie reklam w Kobe.
W 1915 jego matka zmarła, a starsza siostra oddała ojca do domu starców i zabrała dwóch młodszych braci do Tokio. W 1920 r. Mizoguchi zaczął pracować dla korporacji Nikkatsu, najpierw jako aktor, a trzy lata później wyreżyserował debiutancki obraz, Ai-ni yomigaeru hi.

### Kariera filmowa
Pierwsze filmy Mizoguchiego były głównie adaptacjami prozy Eugene’a O’Neilla, Lwa Tołstoja i remake'ami niemieckich filmów ekspresjonistycznych. Reżyser pracował szybko, nierzadko kończąc film w przeciągu paru tygodni. Zaowocowało to liczbą ponad pięćdziesięciu filmów nakręconych w latach 20. i 30. XX wieku, z których większość zaginęła.
Po trzęsieniu ziemi, które nawiedziło Tokio w 1923 r., Mizoguchi pracował w studiach Nikkatsu w Kioto, dopóki skandal obyczajowy nie spowodował czasowego zawieszenia jego obowiązków: dziewczyna do towarzystwa o imieniu Yuriko Ichijo, z którą Mizoguchi mieszkał, zaatakowała reżysera nożem i zraniła go w plecy.
Wiele z jego późniejszych filmów zostało zaliczonych do nurtu keikō-eiga czyli "filmów tendencyjnych": Mizoguchi podejmował bliską sobie tematykę socjalistyczną i określał obszar zainteresowania eksplorowany przez niego w przyszłych filmach. Po latach Mizoguchi stwierdził, że prawdziwym reżyserem był dopiero od 1936 roku, gdy powstały Siostry z Gion i Elegia Naniwy. Te i późniejsze filmy Mizoguchiego przyczyniły się do okrzyknięcia go przedstawicielem "nowego realizmu" w kinematografii japońskiej.

## Wybrana filmografia
- 1936 Siostry z Gion (jap. 祇園の姉妹 Gion no shimai)
- 1936 Elegia Naniwy (jap. 浪華悲歌 Naniwa hika/Naniwa erejī)
- 1937 Straits of Love and Hate (jap. Aien kyo)
- 1939 Opowieść ostatniej chryzantemy (jap. 残菊物語 Zangiku monogatari)
- 1941 The 47 Ronin lub The Loyal 47 Ronin of the Genroku Era (jap. 元禄忠臣蔵 Genroku chūshingura)
- 1944 Miyamoto Musashi
- 1946 Utamaro and His Five Women lub Five Women Around Utamaro (jap. 歌麿をめぐる五人の女 Utamaro o meguru gonin no onna)
- 1947 The Love of the Actress Sumako (jap. Joyū Sumako no koi)
- 1951 Miss Oyu (jap. お遊さま Oyū-sama)
- 1951 The Lady Musashino (jap. 武蔵野夫人 Musashino fujin)
- 1952 Życie O'Haru (jap. 西鶴一代女 Saikaku ichidai onna)
- 1953 A Geisha lub Gion Music Festival (jap. 祇園囃子 Gion bayashi)
- 1953 Opowieści księżycowe (jap. 雨月物語 Ugetsu monogatari)
- 1954 The Woman in the Rumor lub The Crucified Woman (jap. 噂の女 Uwasa no onna)
- 1954 Zarządca Sanshō (jap. 山椒大夫 Sanshō dayū)
- 1954 Ukrzyżowani kochankowie (jap. 近松物語 Chikamatsu monogatari)
- 1955 Tales of the Taira Clan lub Taira Clan Saga (jap. 新平家物語 Shin Heike monogatari)
- 1955 Cesarzowa Jang Kuei-fei (jap. 楊貴妃 Yōkihi)
- 1956 Ulica hańby (jap. 赤線地帯 Akasen chitai)